# Ladislav Jirasek
Ladislav Jirasek (* 24. Juni 1927 in Prag, Tschechoslowakische Republik; † 31. Juli 1977 in Neunkirchen (Saar)) war ein tschechoslowakischer Fußballtorwart und Nationalspieler.

## Karriere

### Vereine
Mit 22 Jahren gehörte Jirasek der ersten Mannschaft der Stuttgarter Kickers an und absolvierte in der Saison 1949/50 22 Punktspiele in der Oberliga Süd. Sein Debüt gab er am 30. Oktober 1949 (7. Spieltag) bei der 2:3-Niederlage im Heimspiel gegen den VfR Mannheim. Da die Mannschaft als Tabellenachtzehnter in die 2. Oberliga Süd 1950/51 absteigen musste, verpflichtete ihn der FC Bayern München für die Oberligasaison 1950/51. 
In seiner Premierensaison für die Bayern bestritt er 25 Punktspiele, wobei er sein Debüt am 27. August 1950 (2. Spieltag) beim 5:1-Sieg im Stadion an der Grünwalder Straße gegen den FC Singen 04 bestritt. In der Folgesaison kam er allerdings nur noch zu einem Punktspiel, das am 9. September 1951 im Stuttgarter Neckarstadion mit 1:2 gegen den VfB Stuttgart verloren ging.
Von 1952 bis 1961 absolvierte er 180 Punktspiele in der Oberliga Südwest – ausschließlich für Borussia Neunkirchen. Für den Verein bestritt er ein Qualifikationsspiel zur Teilnahme an der Endrunde der Meisterschaft 1958/59, das allerdings am 3. Mai 1959 mit 3:6 gegen Werder Bremen verloren wurde; genauso wie das Finale um den DFB-Pokal in Kassel am 27. Dezember 1959 mit 2:5 gegen Schwarz-Weiß Essen. Ferner kam er in sechs Vorrundenspielen um die Meisterschaft 1959/60 zum Einsatz.

### Nationalmannschaft
Sein einziges A-Länderspiel bestritt er für die Saarländische Nationalmannschaft, die im Saarbrücker Ludwigsparkstadion am 5. Juni 1954 mit 1:7 im Testspiel gegen die Auswahl Uruguays die höchste Niederlage in der saarländischen Länderspielgeschichte hinnehmen musste. Jirasek wurde im Verlauf des Spiels für Horst Klauck ausgewechselt. Für die B-Nationalmannschaft bestritt er am 1. Mai 1955 das Länderspiel, das im Neunkircher Ellenfeldstadion mit 4:2 gegen die B-Auswahl der Niederlande gewonnen wurde.